# Sancho II di Guascogna
Sancho Sanchez (... – 855) fu conte di Guascogna Citeriore, poi duca di Guascogna, dall'836 all'855.

## Origine
Figlio maschio secondogenito del duca di Guascogna Sancho I e della moglie di cui non si conoscono né il nome né gli ascendenti.
Sancho I di Guascogna, molto probabilmente figlio di Lupo II (718-775) e della moglie di cui non si conosce né il nome né gli ascendenti.

## Biografia
Nell'836, alla morte del conte della Guascogna Citeriore, Aznar I, secondo gli Annales Bertiniani, Sancho si impossessò dei domini del fratello, contro il volere del re d'Aquitania Pipino I e gli subentrò nel titolo.
Nell'838, alla morte del re d'Aquitania Pipino I, gli subentrò il figlio Pipino II, ma l'imperatore Ludovico il Pio, pressato dalla seconda moglie Giuditta di Baviera, nell'839, diseredò il nipote Pipino II e diede la sovranità dell'Aquitania, Guascogna, Settimania e Marca di Spagna al suo quarto genito, Carlo il Calvo, che con un esercito imperiale si installa a Poitiers.
L'imperatore, Ludovico il Pio, nominò Simone II, conte di Bordeaux.
Dopo la battaglia di Fontenay, dell'841, che vide Carlo, col fratello Ludovico II il Germanico vincitore su Lotario I e Pipino II, Sancho II e la Guascogna divennero alleati sicuri per al re dei franchi Occidentali, Carlo il Calvo.
In contrapposizione a Sancho II il re d'Aquitania, Pipino II, allora, nell'844, nominò duca di Guascogna il conte di Bordeaux, Simone II, che nel frattempo era passato tra i partigiani di Pipino II.
Nell'846, quando Simone II trovò la morte, per opera dei Vichinghi, che dall'845, spadroneggiavano in Aquitania, quando assaltarono e diedero alle fiamme Saintes, Sancho II si trovò contrapposto al nuovo conte di Bordeaux e duca di Guascogna, Guglielmo, che, nell'848, trovò anch'egli la morte combattendo i Vikinghi o Normanni, e quando Bordeaux fu liberata da questi ultimi, che si erano alleati a Pipino II, sembra che prendesse possesso della città.
Sembra anche che nello stesso anno, ma di sicuro nell'850, Carlo lo nominasse conte di Limoges.
Secondo il Sebastiani Chronicon, dopo che, nell'850, nel regno delle Asturie, Ordoño I era succeduto a Ramiro I, in Vasconia si verificarono dei disordini, con combattimenti tra Cristiani e Musulmani e, tra l'850 e l'852, Sancho fu fatto prigioniero, assieme a suo cognato, Emenon d'Angoulême († 866), marito della sorella Sancha, dall'emiro di Saragozza, Musa ibn Musa. Secondo la Histoire Générale de Languedoc, Tome I, questo fatto avvenne, nell'850, mentre secondo La Vasconie, étude historique et critique, deux parties, avvenne, nell'852.
Carlo il Calvo, ottenuta una vittoria, negoziò subito dopo la loro liberazione.
Dato che Pipino II si era rifugiato in Guascogna, per sdebitarsi con Carlo il Calvo, Sancho II, nell'852, a seguito di una piccola schermaglia, secondo gli Annales Bertiniani, riuscì a catturare Pipino II e lo consegnò a Carlo che lo imprigionò, lo condusse nel regno dei Franchi e lo fece tonsurare e rinchiudere nel monastero di San Medardo di Soissons.
Tra l'852 e l'855 Sancho fu reintegrato nel titolo di duca di Guascogna.
Morì nell'855, e gli successe il nipote Arnoldo.

## Discendenza
Di Sancho II non si conosce alcuna discendenza.

### Fonti primarie
- (LA)  Rerum Gallicarum et Francicarum Scriptires, tomus VI.
- (LA)  Monumenta Germaniae Historica, tomus II.
- (LA)  Chronicon Santi Maxentii Pictavinis.
- (FR)  ANONYME, ANNALES DE SAINT-BERTIN.

### Letteratura storiografica
- René Poupardin, "Ludovico il Pio", cap. XVIII, vol. II (L'espansione islamica e la nascita dell'Europa feudale) della Storia del Mondo Medievale, pp. 558–582.
- (FR)  Histoire Générale de Languedoc, Tome I.
- (FR)  Vasconie, étude historique et critique, deux parties.